# Isnos
Isnos est une municipalité du département de Huila, en Colombie.